# Autentyczność żywności
Autentyczność żywności (ang. food authenticity) – zgodność produktu żywnościowego z opisem zamieszczonym na opakowaniu lub etykiecie, jak również z obowiązującymi normami, przepisami prawnymi i standardami jej wytwarzania.
Prawnie zdefiniowano to pojęcie po raz pierwszy w 1990 w brytyjskiej ustawie o bezpieczeństwie żywności (Food Safety Act). W ustawie stwierdzono, że autentyczność żywności to zapewnienie, że żywność przeznaczona do sprzedaży lub sprzedana jest natury, treści i jakości oczekiwanej przez kupującego. Znawca tematu, Sylvein Charlebois stwierdza, że produkt musi być oznakowany prawidłowo, w szczególności w odniesieniu do listy użytych składników, metod produkcyjnych, stosowanych technologii, jak również tożsamości genetycznej. Działaniem na szkodę autentyczności żywności jest oszustwo żywnościowe.